# Fernando Bicudo
Fernando Luiz Bicudo (Rio de Janeiro, 19 de agosto de 1946) é produtor, diretor e artista brasileiro.

## Biografia
De 1965 a 1970 foi ator teatral, tendo interpretado o protagonista da primeira versão teatral do romance "Capitães da Areia", de Jorge Amado. Também trabalhou como cantor, bailarino, apresentador de televisão, economista, diplomata, fazendeiro, negociador internacional, estilista, figurinista, cenógrafo, produtor de cinema, teatro e televisão, teatrólogo, diretor de teatro e de ópera.
Economista formado na UERJ com mestrado em "Business Administration", no Canadá. Adido Cultural da Embaixada do Brasil em Ottawa, nos anos 70. Em 1974, foi Gerente de Marketing da Petrobrás Internacional. Em 1977/79, chefiou a trading do Banco do Brasil em Toronto e Nova York. Em 1979/84, presidiu a Brazam International Trading Corporation. Em 1983, foi eleito o "Estilista de Calçados do Ano" pelo NY Fashion Council.
Como diretor e produtor de óperas e espetáculos, Fernando Bicudo apresenta uma quantidade quase inumerável de trabalhos, todos de grande importância e repercussão. Nos anos 80 foi Diretor do Teatro Municipal do Rio de Janeiro. Em 1990, comandou a reabertura do Teatro Amazonas em Manaus. Em 1991/2004, restaurou e dirigiu o Teatro Arthur Azevedo de São Luís, cujas obras se tornaram um escândalo financeiro na administração Roseana Sarney.
Produziu e dirigiu mais de trinta óperas, entre elas, o recorde mundial de público de ópera: "Aída" de Verdi, encenada na Quinta da Boa Vista, no Rio de Janeiro, em 1986. Esta produção estreou em 1988, no Metropolitan Opera House de N.York e ganhou o Prêmio Grammy de Melhor Espetáculo das Artes Cênicas, com Placido Domingo e Aprile Millo. Desde então, já foi reapresentada em mais de 20 temporadas, transmitida mundialmente duas vezes e é considerada a ópera de maior sucesso no mundo nos últimos 30 anos.
Lançou o polêmico diretor teatral Gerald Thomas na montagem da ópera "O Navio Fantasma", de Richard Wagner no Teatro Municipal do Rio.  Dirigiu a abertura da Eco-92, transmitindo "Amazônia Viva" para 55 países, ao vivo;  Montou Porgy and Bess, de George Gershwin, a 1a. ópera com elenco só de negros no Municipal do Rio; Concebeu, escreveu e dirigiu a ópera popular "Catirina", baseada no auto do bumba-meu-boi do Maranhão; dirigiu o "Auto da Liberdade", com 2107 artistas no palco ao ar livre em Mossoró; excursionou o Brasil com sua versão da ópera "O Escravo", de Carlos Gomes; Foi o único brasileiro a  dirigir o tenor Placido Domingo em uma ópera ("Carmen", de Bizet, no Municipal do Rio). Criou o Espaço Versátil Ópera Brasil, na Fundição Progresso (Rio de Janeiro), ambicioso projeto cultural que se propõe a ser a primeira escola do Brasil a formar artistas completos, com cursos de teatro, dança clássica e popular, artes circences, música (canto e instrumentos), etc. Em 2010, fez a direção cênica da ópera Tosca de Puccini, no Theatro São Pedro (SP). O espetáculo foi indicado como um dos melhores de 2010 pelo jornal Folha de S. Paulo.
Em 2012-2013 foi nomeado Diretor Artístico da Orquestra Sinfônica Brasileira. Foi o mentor e criador da OSB Ópera e Repertório que apresentou 9 óperas em forma de concerto no Theatro Municipal do Rio de Janeiro.
Em 10 de dezembro de 2015, foi investido cavaleiro da Ordem Equestre do Santo Sepulcro de Jerusalém pelo cardeal Dom Orani Tempesta, grão-prior da Ordem no Brasil.
Ganhador de inúmeros Prêmios, Medalhas e Condecorações, em 2016 recebeu o título de "Doutor Honoris Causa" em sessão solene na Academia Brasileira de Filosofia.
Em 2017 foi responsável pela concepção e direção cênica da ópera "Porgy and Bess", de Gershwin, para o Palácio das Artes de Belo Horizonte., onde ele já havia dirigido as óperas "Turandot", de Puccini, a estréia mundial da ópera "Fedra e Hipólito", do norte-americano Christopher Clark, além de ter feito uma co-produção com sua "´Cia. Ópera Brasil" da ópera "O Escravo" ("Lo Schiavo"), de Carlos Gomes, tendo excursionado completa com os cenários e figurinos de 4 atos, por todas as principais cidades das regiões brasileiras.
Em janeiro de 2018 foi nomeado Presidente da Fundação Teatro Municipal do Rio de Janeiro. 
Em 2019, foi eleito imortal da Academia de Musica do Brasil, que criou a Medalha Carlos Gomes para reconhecer personalidades que contribuem para a valorização da música brasileira. Fernando Bicudo foi o seu primeiro agraciado, em agosto de 2020.